# Protapanteles resplendens
Protapanteles resplendens är en stekelart som först beskrevs av Wilkinson 1929.  Protapanteles resplendens ingår i släktet Protapanteles och familjen bracksteklar. Inga underarter finns listade i Catalogue of Life.